# Castello di Vogogna
Il castello visconteo di Vogogna è un edificio che sorge nel comune di Vogogna nella provincia del Verbano-Cusio-Ossola, in Piemonte. Il castello si trova all'interno del Parco nazionale della Val Grande.

## Storia

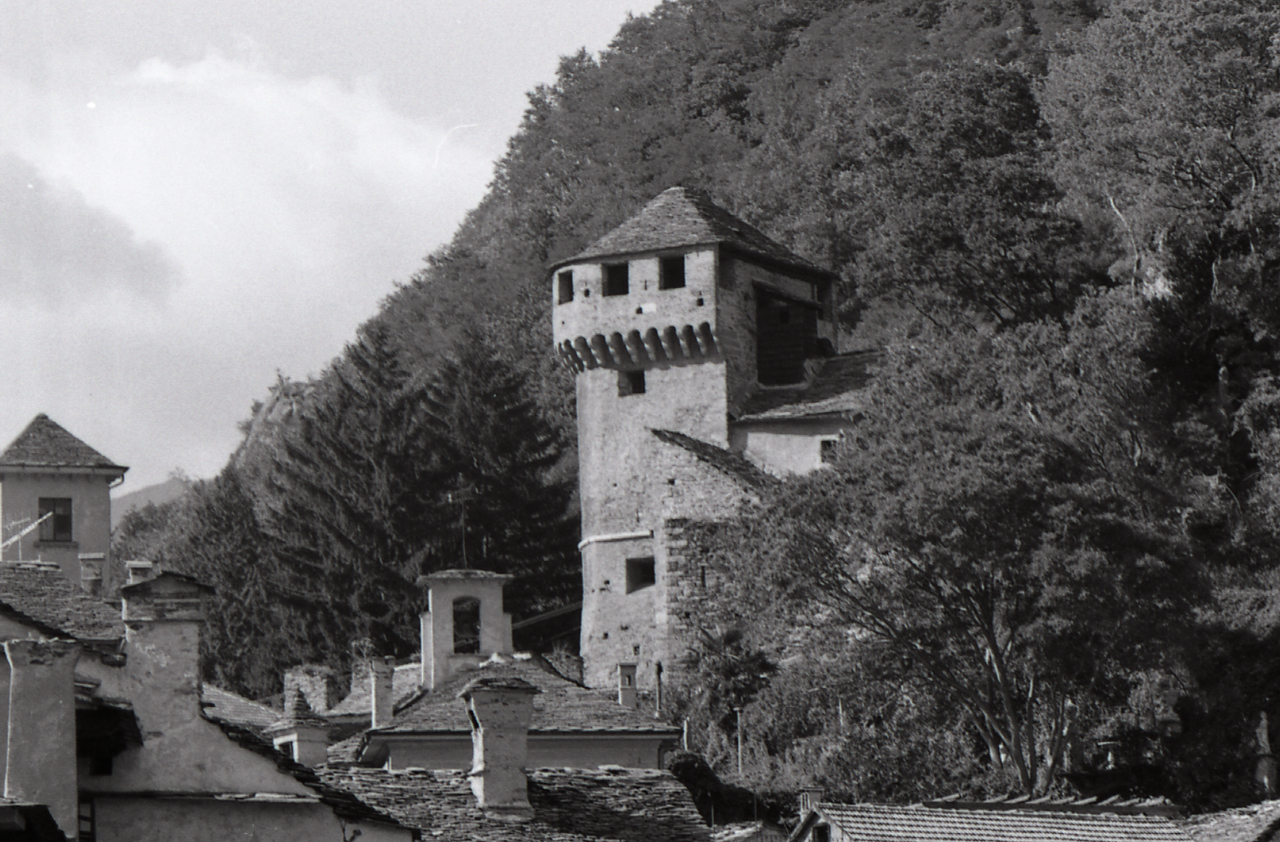
Il castello in una foto di Paolo Monti (1980)

Il castello sorge a nord del nucleo storico dell'abitato e il suo massiccio torrione lo domina dall'alto.
La pianta irregolare dell'edificio rivela sia l'adattamento alle condizioni del terreno scosceso sia le diverse fasi di costruzione susseguitesi nel tempo.
Al XImo secolo risale la torre poligonale (oggi parzialmente diroccata) che s'innalza nella parte posteriore dell'edificio e che, circondata in origine da un recinto in muratura, fungeva da avamposto difensivo della soprastante rocca situata sul monte Orsetto a 350 m s.l.m. (distrutta nel XVImo secolo e oggi ridotta in rovine).
Nel 1348 Giovanni Visconti, vescovo di Novara e signore di Milano, fece ingrandire il castello nell'ambito di un più ampio piano di rinforzo dei confini del Ducato di Milano contro le incursioni degli Svizzeri provenienti dal Vallese.
Alla primitiva torre poligonale fu aggiunto un corpo di fabbrica rettangolare e una imponente torre semicilindrica sul lato est.
Nel 1446 il feudo passò alla famiglia Borromeo  che rafforzarono ulteriormente il castello con la costruzione sul lato sud di una cinta murata quadrangolare in cui era aperta una porta ad arco dotata di ponte levatoio.

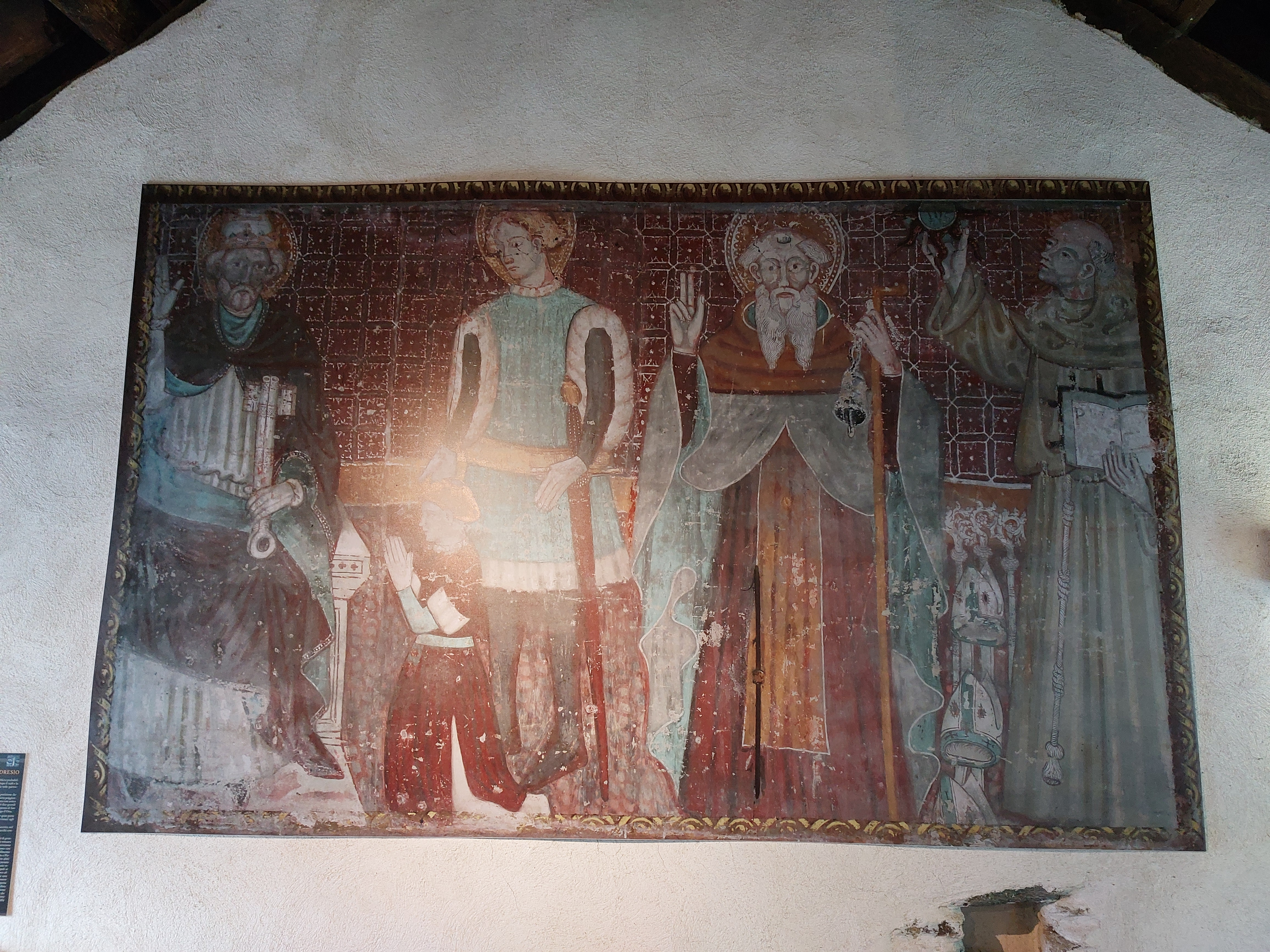
Un dipinto all'interno dell'edificio

Circa a quell'epoca risale probabilmente anche la costruzione attorno al torrione, come adattamento all'uso delle armi da fuoco, di una base a scarpa e il suo coronamento con una parte sporgente munita di feritoie, caditoie e archibugiere coperta da un tetto con orditura sorreggente una copertura in lastre di pietra.
I lavori portarono l'altezza della torre semicircolare agli attuali 19,40 m. suddivisi in cinque piani. 
In seguito, nel 1514 sotto gli Sforza, il castello fu inglobato nella nuova cinta muraria del borgo, di cui oggi non restano che poche tracce.
Nel XVI secolo la dominazione spagnola ridusse l'importanza strategica del castello di Vogogna che nel 1798 divenne proprietà comunale e fu adibito a prigione, ospitando sia detenuti comuni che detenuti politici. Sotto la dominazione dei Savoia nel corso del Ottocento fu per un certo tempo sede dei Regi Carabinieri. Fino al 1952 il castello fu dato in affitto come dipendenza della sottostante Villa Biraghi; successivamente il degrado ne causò la chiusura nel 1970. Nel 1990 iniziarono i lavori di restauro che portarono alla riapertura al pubblico nel 1998 del giardino e della parte esterna, e che si conclusero nel giugno del 2005 con l'apertura di una sala conferenze multimediale.